# روابط دو جانبه
منظور از روابط دو جانبه انجام روابط سیاسی، اقتصادی یا فرهنگی بین دو کشور مستقل است. دو جانبه در تضاد با یکجانبه گرایی یا چند جانبه گرایی است، که به ترتیب فعالیت یک دولت واحد یا مشترکاً توسط چندین کشور است. وقتی کشورها یکدیگر را به عنوان کشورهای مستقل می‌شناسند و با روابط دیپلماتیک موافقت می‌کنند، روابط دو جانبه ایجاد می‌کنند. کشورهایی که روابط دو جانبه دارند، برای تسهیل گفتگوها و همکاریها، نمایندگان دیپلماتیک مانند سفیر را مبادله می‌کنند.
موافقت نامه‌های اقتصادی، مانند توافق‌نامه تجارت آزاد (FTA) یا سرمایه‌گذاری مستقیم خارجی (FDI) که توسط دو کشور به امضا رسیده‌است، نمونه ای از دوجانبه گرایی است. از آنجا که بیشتر توافق‌های اقتصادی مطابق با خصوصیات خاص کشورهای متعاهد امضا می‌شوند تا رفتار ترجیحی به یکدیگر ارائه دهند، نه یک اصل کلی بلکه یک تمایز موقعیتی مورد نیاز است؛ بنابراین از طریق دوجانبه بودن، کشورها می‌توانند توافق‌نامه‌ها و تعهدات متناسب تری را که فقط برای کشورهای متعاهد خاص اعمال می‌شود، به‌دست آورند. با این حال، ایالت‌ها با معامله‌ای روبرو خواهند شد زیرا در هزینه‌های معاملات بیشتر از ترفند چند جانبه هدر می‌رود. در یک ترفند دوجانبه، برای هر یک از شرکت کنندگان باید قرارداد جدیدی انجام شود؛ بنابراین تمایل به زمانی دارد که هزینه‌های معامله کم باشد و مازاد عضو، که از نظر اقتصادی با " مازاد تولید کننده " مطابقت دارد، ترجیح داده شود. علاوه بر این، اگر یک کشور تأثیرگذار خواهان کنترل از کشورهای کوچک از منظر لیبرالیسم باشد، مؤثر خواهد بود، زیرا ایجاد یک مجموعه توافق‌های دو جانبه با کشورهای کوچک می‌تواند نفوذ یک کشور را افزایش دهد.

## مثال
- استرالیا و کانادا رابطه ای دوجانبه دارند. هردو دارای دولتهای مشابه هستند و دارای ارزشهای مشابه و همچنین دارای رئیس دولت هستند. در سال ۱۸۹۵ دولت کانادا جان لارک را برای ایجاد کمیسیون تجارت به سیدنی فرستاد و در سال ۱۹۳۵ کانادا چارلز بورچل (اولین کمیساریای عالی کانادا در استرالیا) را برای رسمی کردن روابط بین دو کشور فرستاد.[۲] هر دو کشور متحد جنگ بودند و روابط تجاری و اقتصادی آنها قوی است.
- هند و نپال از زمان‌های باستان حتی قبل از تولد بودا در سال ۵۴۴ قبل از میلاد با یکدیگر رابطه دو جانبه داشته‌اند. در دوران نوین، این رابطه سنتی با معاهدات کتبی تأیید شده‌است. معاهده دوستی هند و نپال در ژوئیه سال ۱۹۵۰ به امضا رسید. این تأثیرات اقتصادی و سیاسی مهمی برای هر دو کشور به همراه داشت. در سال ۲۰۱۱، دو کشور موافقت نامه جدید توسعه و حمایت از سرمایه‌گذاری دو جانبه را امضا کردند. این معاهدات دو جانبه نقش مهمی در تکامل قانون سرمایه‌گذاری بین‌المللی ایفا کرد. شهروندان هر دو کشور می‌توانند بدون گذرنامه یا ویزا آزادانه از مرز عبور کنند، در هر کشور زندگی و کار کنند و مالکیت و تجارت خود را در هر کشور داشته باشند. گورها بخشی از ارتش هند را تشکیل می‌دهد. میلیون‌ها نپالی مدتهاست که در هند زندگی می‌کنند.[۳]
- ایالات متحده با چندین کشور آسیای شرقی به ویژه کره جنوبی، ژاپن و تایوان روابط دوجانبه دارد. ایالات متحده طی توافقنامه امنیت بین ایالات متحده و ژاپن اتحاد دوجانبه ای با ژاپن ایجاد کرد. ایالات متحده همچنین در طول توافقنامه وضعیت نیروهای آمریکا و کره جنوبی سال ۱۹۵۳ و جمهوری چین در طول پیمان دفاع در سال ۱۹۵۴ اتحاد دوجانبه ای ایجاد کرد. ایالات متحده برخلاف روابط خود با کشورهای اروپایی که اتحادهای چند جانبه با محوریت در ناتو در اختیار دارد، رابطه مستقیمی با هر یک از کشورهای آسیای شرقی ترجیح می‌دهد. ایالات متحده به جای ایجاد یک اتحاد امنیتی یا میزبانی اجلاس، تمایل به ایجاد ارتباط مستقیم با هر کشور دارد. از منظر تاریخی و سیاسی، هر کشوری در منطقه شرق آسیا می‌تواند حریف یا هدف بعدی باشد.[۴][۵]
- در مورد اینکه چرا ایالات متحده تصمیم به ایجاد روابط دو جانبه به ویژه با کشورهای آسیای شرقی گرفته‌است، در مقایسه با روابط چند جانبه مانند ناتو، چندین نمونه وجود دارد. یک: ایالات متحده با کشورهای اروپایی روابط موجود و طولانی‌تر داشت؛ بنابراین ساخت و شکل‌گیری این پیوند چند جانبه برای ایالات متحده آسان‌تر بود. ویکتور چا اظهار داشت "آچسون اظهار داشت که ناتو محصول یک پروسه طولانی است، که قدرتهای اروپای غربی برنامه خود را برای دفاع جمعی قبل از درخواست کمک‌های آمریکا با دقت تهیه کرده بودند و آشکارترین آنها، که ایالات متحده ناتو را به عنوان یک جمع متقابل تلقی می‌کرد. آرایش دفاعی " عامل دیگری که در این زمینه نقش داشته‌است، جغرافیای آسیای شرقی در مقایسه با اروپا است. از آنجا که اروپا "متصل" است، برای امنیت و اقتصاد بهتر است. در حالی که در شرق آسیا، ایالت‌ها بر سر یک فضای بزرگ تقسیم می‌شوند و با مقادیر زیادی آب و مسافت از هم جدا می‌شوند و این امر باعث می‌شود که یک اوراق قرضه چند جانبه برای ایالات متحده به یک شرایط کمتر تبدیل شود. در شرق آسیا نیز حکومت‌های گوناگونی وجود دارد: رژیم‌های کمونیستی، استبدادی و همچنین رژیم‌های دموکراتیک.[۶] عامل دیگر این است که کشورهای ناتو همان منبع تهدید را که اتحاد جماهیر شوروی بود، تشخیص دادند. این امر به توافق میان این کشورهای ناتو برای ایجاد این رابطه چند جانبه اجازه می‌دهد. با این حال، در مورد شرق آسیا، هیچ تهدیدی وجود نداشت. برای تایوان (جمهوری چین که در غیر این صورت با عنوان تایوان شناخته می‌شود)، چین به عنوان تهدید تلقی می‌شد. برای کره جنوبی (جمهوری کره، که با نام دیگر کره جنوبی شناخته می‌شود)، کره شمالی (جمهوری خلق دموکراتیک کره، که در غیر این صورت با عنوان کره شمالی شناخته می‌شود) تهدید بود؛ بنابراین، اتحاد آمریکا با شرق آسیا دشواری‌های زیادی وجود داشت زیرا تهدیدات متفاوت بودند. در میان بسیاری از توضیحات مختلف در مورد انتخاب ایالات متحده از مداخله در اتحادهای دوجانبه در شرق آسیا، برخی از مورخان اجتماعی افزودند که تصمیم گیرندگان آمریکا قاطعانه معتقد بودند که برخلاف اروپا، آسیایی‌های «فرومایه» ظاهراً دارای سطح پختگی نیستند.[۷]

## تاریخچه
بحث دراز مدت در مورد شایستگی دو طرفه در مقابل چند جانبه گرایی صورت گرفته‌است. نخستین آثار دو جانبه گرایی پس از جنگ جهانی اول هنگامی رخ داد که بسیاری از سیاستمداران به این نتیجه رسیدند که سیستم پیچیده پیش از جنگ معاهدات دو جانبه، جنگ را اجتناب ناپذیر ساخته‌است. این امر به ایجاد چند جانبه جامعه ملل منجر شد (که پس از ۲۶ سال با شکست منحل شد).
واکنشی مشابه علیه توافق‌نامه‌های تجاری دوجانبه پس از رکود بزرگ رخ داد، وقتی گفته شد که چنین توافق‌هایی به تولید چرخه افزایش تعرفه‌ها کمک می‌کند که رکود اقتصادی را عمیق‌تر می‌کند؛ بنابراین، پس از جنگ جهانی دوم، غرب به توافق‌های چند جانبه مانند توافق‌نامه کلی تعرفه‌ها و تجارت (گات) رسید. 
با وجود مشخصات بالای سیستم‌های چند جانبه نوین مانند سازمان ملل و سازمان تجارت جهانی، بیشتر دیپلماسی‌ها هنوز در سطح دو جانبه انجام می‌شود. دو جانبه در اکثر سیستمهای چند جانبه وابسته به سازش انعطاف‌پذیری و سهولت ندارد. علاوه بر این، نابرابری در قدرت، منابع، پول، تسلیحات یا فناوری توسط طرف قوی تر در دیپلماسی دو جانبه قابل استفاده است که کشورهای قدرتمند در مقایسه با شکل چند جانبه دیپلماسی محور می‌توانند جنبه مثبت آن را در نظر بگیرند، در جایی که قانون یک کشور و یک رأی اعمال می‌شود. 
یک مطالعه در سال ۲۰۱۷ نشان داد که معاهدات دوجانبه مالیاتی، حتی اگر برای "هماهنگی سیاست‌های بین کشورها برای جلوگیری از مالیات مضاعف و ترغیب سرمایه گذاری‌های بین‌المللی" انجام شود، نتیجه ناخواسته ای از مجاز بودن "شرکت‌های چند ملیتی برای خرید معاهدات دارد، استقلال مالی ایالت‌ها محدود است و دولت‌ها تمایل به حفظ نرخ مالیات پایین تر دارند. "